# صالة المستقبل

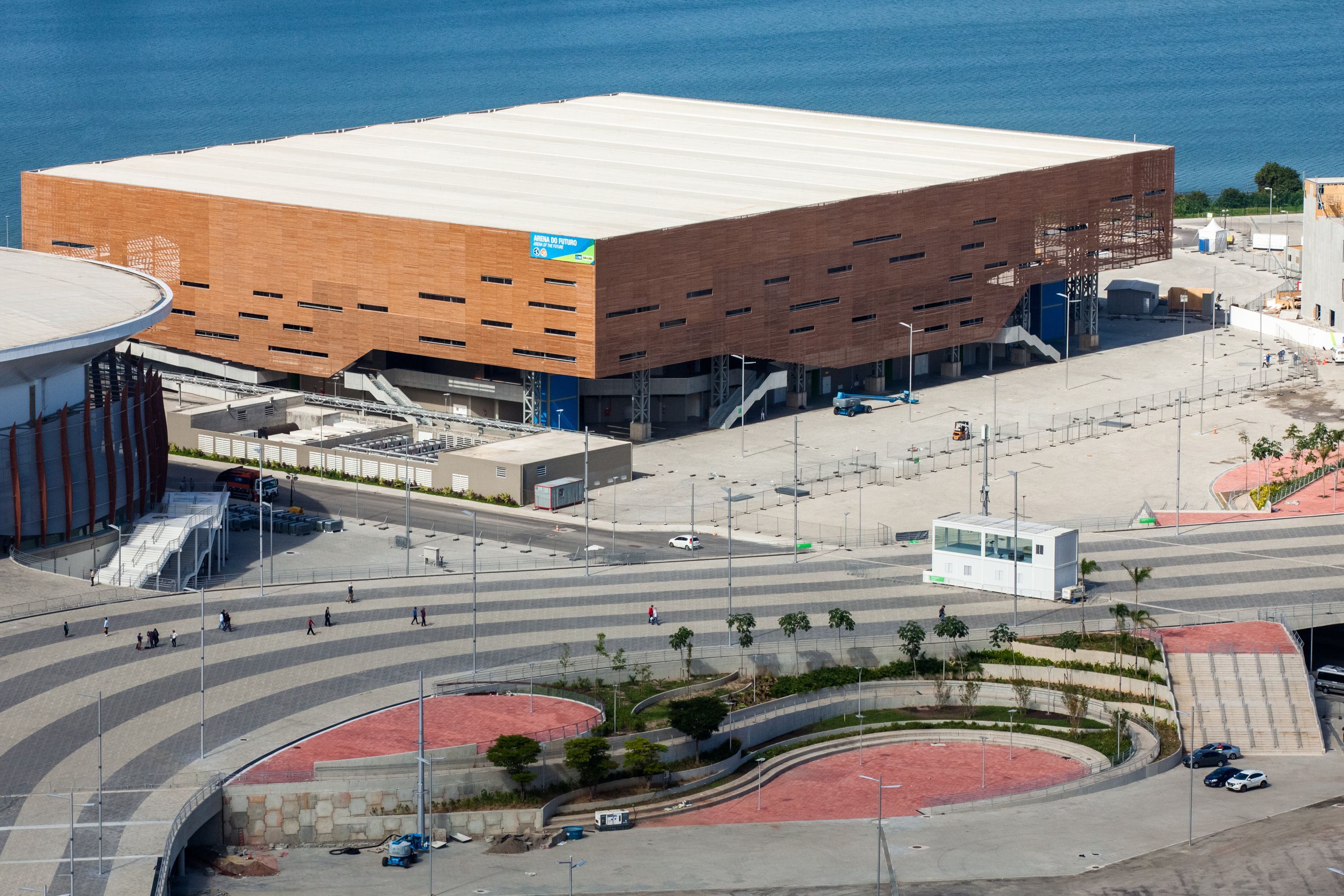
صالة المستقبل.

صالة المستقبل (بالبرتغالية: Arena do Futuro‏) صالة رياضية مؤقتة في بارا دا تيجوكا، ريو دي جانيرو، البرازيل. تم استخدامها لمنافسات كرة اليد ضمن دورة الألعاب الأولمبية الصيفية 2016، ومنافسات كرة الهدف للمكفوفين في دورة الألعاب البارالمبية الصيفية 2016. بعد المباريات، خطط لتفكيك المكان وتحويلة إلى أربع مدارس.